# Los Angeles Open 1986
Il Los Angeles Open 1986 è stato un torneo di tennis giocato sul cemento del Tennis Center di Los Angeles negli Stati Uniti. È stata la 60ª edizione del torneo, che fa parte del Nabisco Grand Prix 1986. Si è giocato dal 15 al 21 settembre 1986.

## Campioni

### Singolare
John McEnroe ha battuto in finale  Stefan Edberg con il punteggio di 6–2 6–3

### Doppio
Stefan Edberg /  Anders Järryd hanno battuto in finale  Peter Fleming /  John McEnroe con il punteggio di 3–6, 7–5, 7–6